# AGM-62 (ミサイル)
AGM-62 ウォールアイ
国立アメリカ空軍博物館に展示されているAGM-62
- 用途：発電所、橋梁等重要目標の破壊
- 分類：空対地ミサイル（テレビ誘導滑空爆弾）
- 製造者：マーティン・マリエッタ
- 運用者:
  -  アメリカ合衆国（海軍、空軍）
  -  イスラエル（イスラエル国防軍）
  -  イラン
- 初飛行：1963年1月
- 生産数：5,000発以上
- 生産開始：1965年
- 運用開始：1966年
- 退役：1990年代
- 運用状況：退役
- ユニットコスト：9万2,000USドル[1]

AGM-62 ウォールアイ（英: Walleye）は、 アメリカ合衆国のマーティン・マリエッタによって生産され、1960年代からアメリカ海軍などで使われたテレビジョン誘導滑空爆弾である。初めて実用化された対地精密誘導兵器でもある。名称の上では空対地ミサイルとして分類されているが推進装置は持たない。
アメリカ軍のミサイルの定義が曖昧であるためであるが、ここでは当初の分類である空対地ミサイルとして分類する。ウォールアイは細かな改修が繰り返され、湾岸戦争でも使われたが、空対地誘導兵器の主役の座はAGM-65 マーベリックや各種誘導爆弾に譲っている。

## 開発経緯
ウォールアイが登場するまでの空対地誘導兵器はAGM-12 ブルパップであったが、ブルパップは発射後も航空機の搭乗員が手動でミサイルを目標に着弾するまで誘導しなければならないという大きな欠点があった。このためアメリカ海軍では、発射後すぐさま航空機が離脱できる、いわゆるファイア・アンド・フォーゲット能力を持つ精密誘導兵器を欲していた。

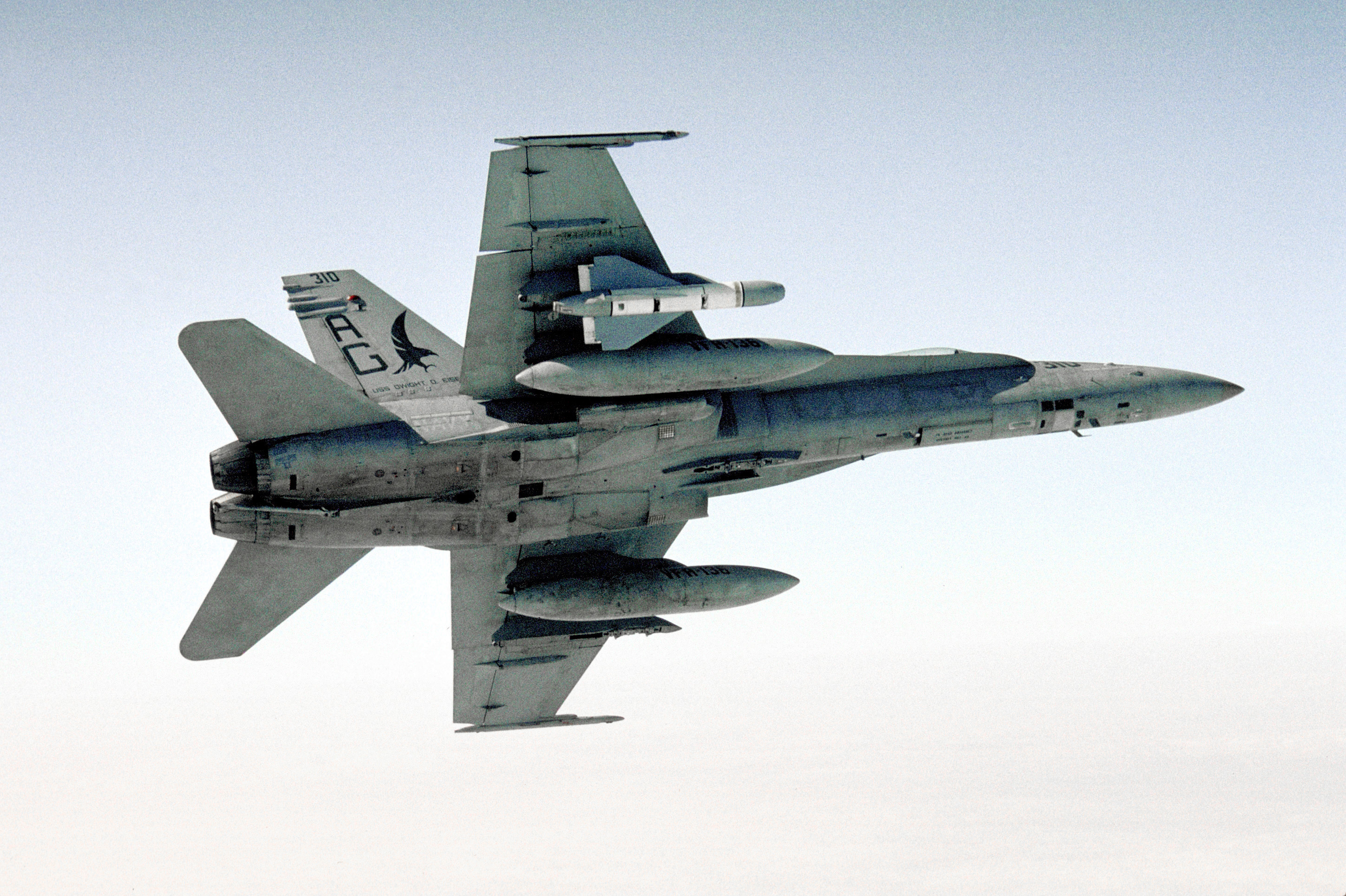
右翼パイロンにAGM-62を搭載した第136戦闘攻撃飛行隊のF/A-18C（1992年）

テレビ誘導爆弾のアイデアは、カリフォルニア州チャイナレイクの海軍兵器試験センター（Naval Ordnance Test Center）（後の海軍兵器センター）の電気グループの民間技術者間の議論から出てきた。その技術者のうちの1人、ノーマン・ケイ（Norman Kay）は、趣味として自宅でテレビを造った。1958年にケイは「面白いこと」をすることができたアイコノスコープ・カメラを造って、プロジェクト仲間の技術者ウィリアム・H・ウッドワース（William H. Woodworth）を呼び戻した。彼は、それに映像の中に小さな輝点を置く小さな回路を造ることができること、そして、その輝点を映像の中で動くものに追跡させることができることを思いついた。2人の技術者（まもなくデイブ・リヴィングストン（Dave Livingston）、ジャック・クロフォード（Jack Crawford）、ジョージ・ルイス（George Lewis）、ラリー・ブラウン（Larry Brown）、スティーヴ・ブルグラー（Steve Brugler）ほか数人が参加する）は、そのアイデアをさらに研究することを決め、コンセプトを前進させるためにアメリカ海軍から若干の元手を手早く確保した。そのグループはAIM-9 サイドワインダー空対空ミサイルのプロジェクトから若干の技術を採用し、また、ゼロから他の部品を開発し、ちょうど4年でウォールアイを開発した。そのグループの他の革命的大発見としては、真空管がない世界初のソリッドステート・ビデオカメラと初のゼロ入力インピーダンス・アンプがあった。
そのチームは、プロジェクトを順調にするため、そしてその真価を海軍に確信させるために、毎夜遅くまで、週末も働いた。ウッズワースは、1年の期間をとって仕事から離れ、プロジェクトのためにさらに必要とされる若干の理論上の知識を得るために自費で大学院に通った。ラリー・ブラウンは、アナログ・コンピューティング機器を用いて爆弾の飛行特性を分析するために、疲れを知らずに働いた。ジャック・クロフォードは驚くべき"物理現象に対する直感"を持っており、爆弾が製造される前にすら、その飛行特性の多くを想像することができた。

### 初テストと生産契約
1963年1月に、YA-4B スカイホークのパイロットは、チャイナレイクで最初のウォールアイを投下し、投下された爆弾は直撃を記録した。マーティンは1966年に最初のウォールアイの生産契約を受け、翌年アメリカ海軍とアメリカ空軍の両軍で運用に入った。
最初のウォールアイ Iは、1,100ポンドの成形炸薬を搭載し、16海里 (30 km)の射程を持っていた。1962年に陸海空軍統一の新しいミサイル・ロケットの命名規則が制定されたため、ウォールアイはAGM-62という制式名称を与えられた。設計番号こそ62と大きいが、初めて最初から新命名規則によって制式名称を定められたものが実はウォールアイであった。
1から61までの設計番号はそれまでに開発されたミサイル及びロケットを改名及び統一するためにすでに使われていた。しかし、推進装置を持たないウォールアイは結局ミサイルとはみなされず、爆弾として扱われることになったため最初に割り当てられたAGM-62A以降のAGM-62シリーズの名称は存在しない。代わりにMk1から始まるMk番号及びその改善を示すMod番号で呼ばれることになった。

## 特徴

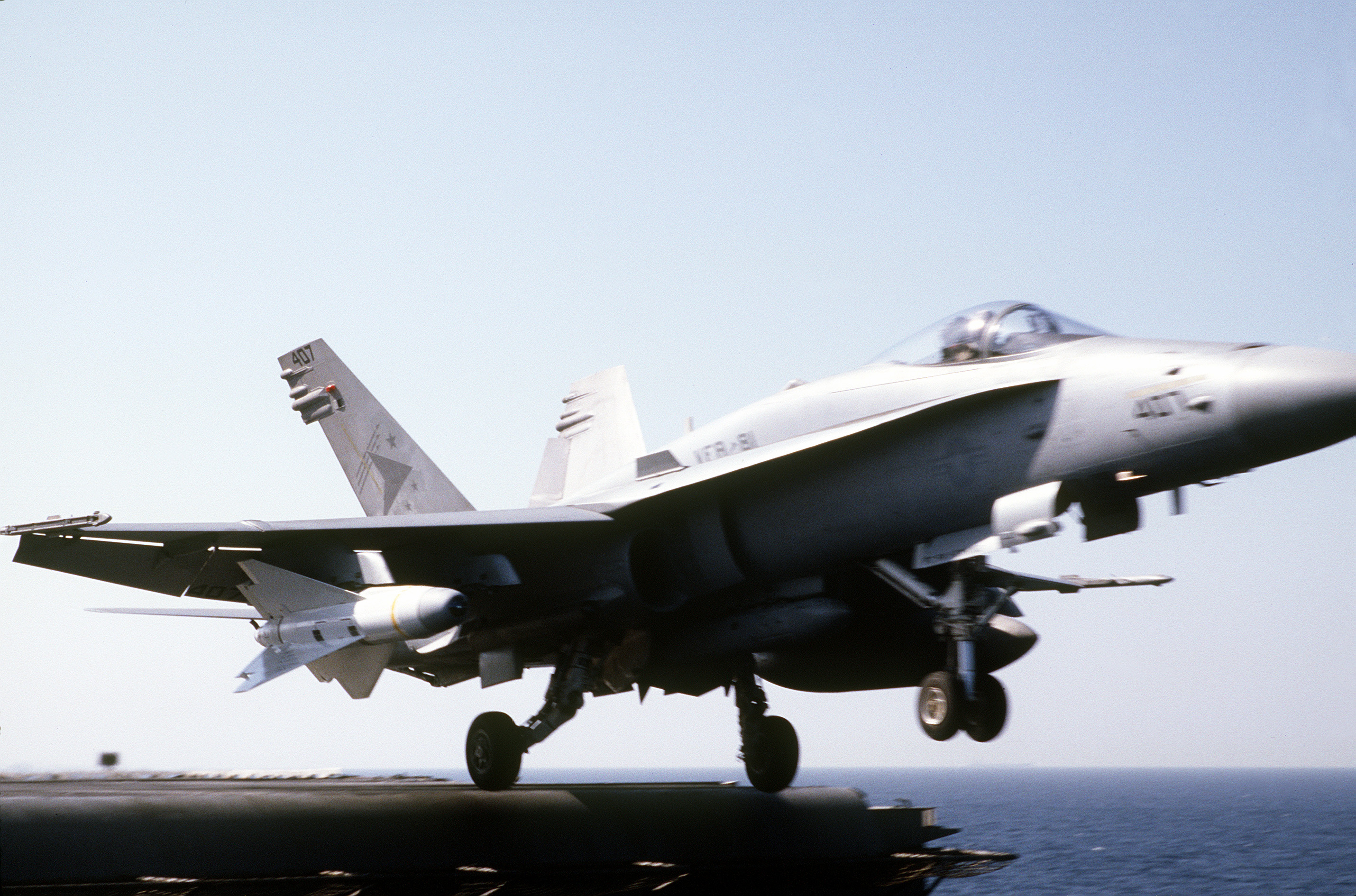
砂漠の嵐作戦でAGM-62を搭載して空母「サラトガ」を発艦する第81戦闘攻撃飛行隊所属のF/A-18C（1991年）

ウォールアイは、そのほとんどが高性能炸薬弾頭を搭載していたが、一部は核弾頭を搭載していた。また、最小限の副次的損害で目標を攻撃するように設計されている精密誘導兵器の系譜の中で最初のものであった。この"誘導爆弾"には推進システムがなかったが、目標までの滑空中にテレビジョン誘導装置によって飛行を制御することができた。パイロットが目標に向かって降下した際に、爆弾の先端にあるテレビ・カメラは目標の映像を捉え、コックピットのモニターに送る。
パイロットはモニターの画像を元に照準点を示してウォールアイを投下し、その後はウォールアイが単独で指定の目標の方へ滑空し続ける。ウォールアイはファイア・アンド・フォーゲット（撃ちっぱなし）システムであり、投弾後、航空機は照準点に直ちに背を向けることができた。ウォールアイは、4つの大きなフィンによって飛行を制御した。後のバージョンではパイロットが投弾後ウォールアイに滑空を続けさせ、滑空中に照準点を変えることさえできるデータ・リンクを使用した。

## 戦績
1967年5月までにアメリカ海軍のパイロットは、ベトナム戦争でいくつかのウォールアイを投下し、大成功を収めた。1967年5月19日（ホー・チ・ミンの77回目の誕生日）に、空母「ボノム・リシャール」から飛び立ったアメリカ海軍機は、ウォールアイを用いてハノイ発電所に対して直撃を記録した。その2日後に海軍はウォールアイで再びそのプラントを攻撃し、ハノイの主要な電力源を遮断した。
発電所のような脆弱な目標はウォールアイにきわめて弱いとわかったが、北ベトナムのしっかりした造りの鉄道橋のような頑強な目標は1,100ポンドの兵器でさえ破壊することができなかった。1967年のハノイのタン・ホア橋（Thanh Hoa Bridge）に対するウォールアイによる直撃でも、この強固な構造で名高いスパン（橋脚から橋脚までの差し渡し）1つさえ落とすことができなかった。

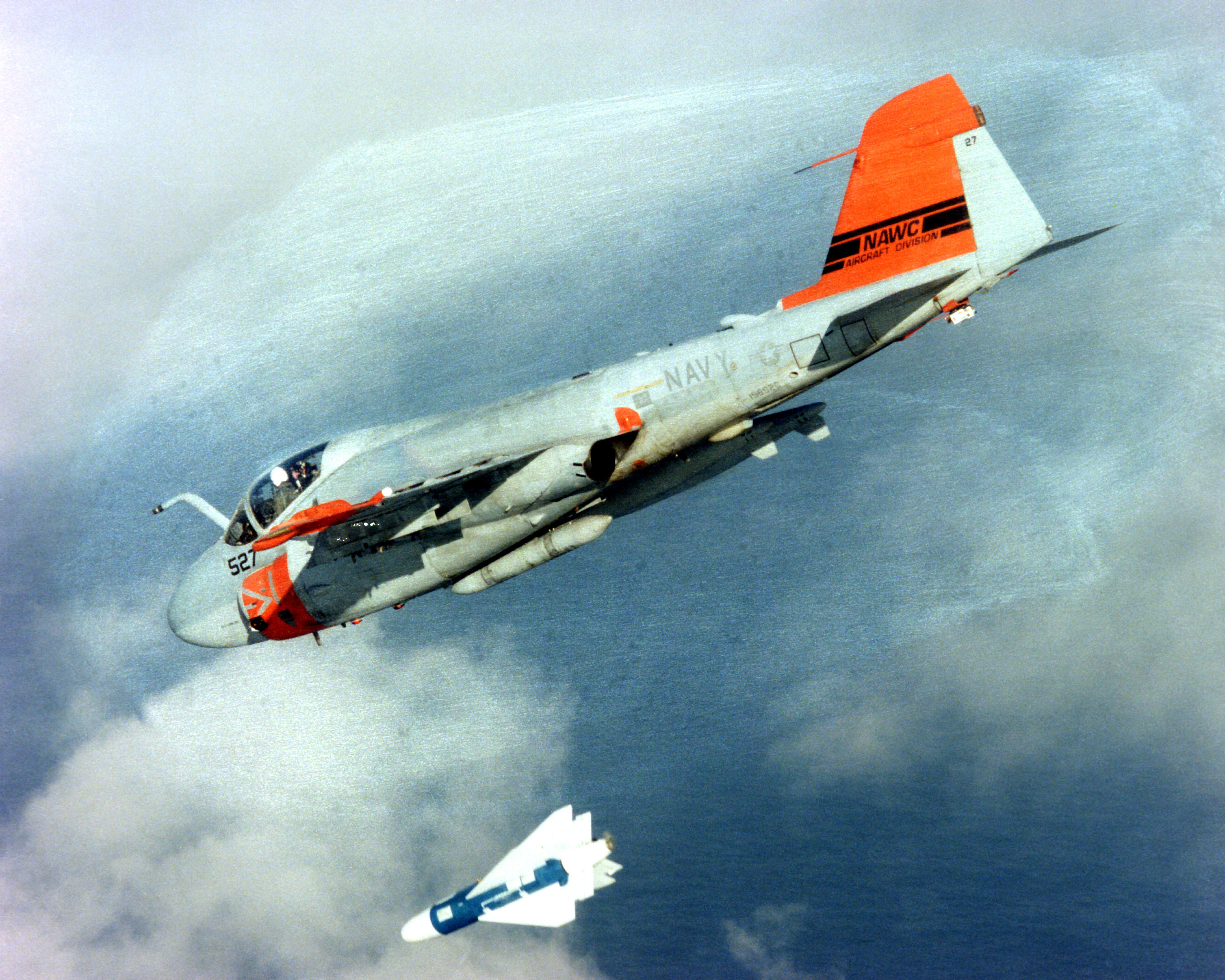
NAWCでのテスト中にウォールアイ II を投下するA-6E（1994年）

この大きな不足を修正するために、チャイナレイク海軍兵器センターではウォールアイの2,000ポンドのバージョンを開発してベトナムに配備し、ハノイとハイフォンに対するリチャード・ニクソン大統領のラインバッカー作戦に間に合わせた。この新しいウォールアイ II（または「ファット・アルバート」、漫画キャラクターの名前で、ニックネームとして呼ばれた）は、データ・リンクを持ち、発射点から45nmまでの目標に命中することができた。1972年4月27日に、8機の空軍戦闘機（2機は2,000ポンドのレーザー誘導爆弾（LGB）を搭載し、2機はウォールアイ IIを搭載）の編隊がタン・ホア橋を攻撃した。雲に覆われていたためレーザー誘導爆弾は投下できなかったが、ウォールアイのうち5発は目標を捉え、スパンを落とすことはできなかったにせよ橋に重大な損害を引き起こした。5月13日に、アメリカ空軍は3,000ポンドと2,000ポンドのレーザー誘導爆弾で、ついに橋を落とした。しかしながらベトナム人は、すぐに橋を修繕し、アメリカ海軍と空軍はさらに13回に及ぶミッションを強いられた。10月23日の同様の任務で、空母「アメリカ」から発艦した4機のA-7は、ウォールアイ IIと2,000lbの通常爆弾の組み合わせで、橋を破壊した。
ウォールアイはベトナム戦争中にアメリカ軍によって使用された精密誘導兵器のうち6%未満であったが、この兵装システムは適正な状況の下で優れた結果を成し遂げることができた。海軍は最も重要かつ破壊するのが最も難しかった目標に対してしばしばウォールアイを使った。ベトナム戦争後、アメリカ海軍は湾岸戦争を通してアップグレード版ウォールアイを使用し続けた。

## 各型
前述のようにウォールアイはミサイルとして扱われなかったため、AGM-62A以降のシリーズ記号を持つ名称はないが、実に多くの種類があり、判明しているだけでも数十種類にも及ぶ。大きく分類すると次のとおりになる。
ウォールアイ I
初期生産型。825lb高性能炸薬弾頭。
ウォールアイ I ER
ウォールアイ I の射程延長型。
ウォールアイ I ERDL
ウォールアイ I ERのデータ・リンク搭載型。
ウォールアイ I ERDL/DPSK
ウォールアイ I ERDLのデータ・リンク改善型。
ウォールアイ II
弾頭大型化。2,000lb高性能炸薬弾頭。核弾頭搭載型もあった。
ウォールアイ II ERDL
ウォールアイ II の射程延長、データ・リンク搭載型。
ウォールアイ II ERDL/DPSK
ウォールアイ II ERDLのデータ・リンク改善型。

### ウォールアイ I

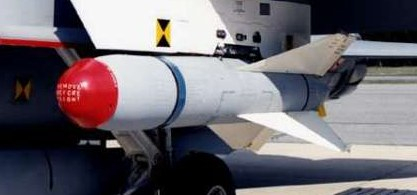
ウォールアイ I

最初のウォールアイ IはMk.1と呼ばれ、374kg（825lb）の高性能炸薬弾頭を搭載していた。Mk.2はMk.1の訓練用イナート弾である。Mk.3は滑空距離を延長されたウォールアイ I ERであり、MK 1よりもやや大きな翼を持っていた。Mk.4もイナート弾であるが、滑空時の飛行経路解析のために弾頭についているテレビカメラの映像を記録するビデオレコーダーを持っていた。
なお、ウォールアイ Iという通称はウォールアイ IIが登場した後で便宜的につけられたものであり、当初はウォールアイとだけ呼ばれていた。
諸元（Mk.1 Mod.0）
- 全長：3.45m（11ft4in）
- 翼幅：1.15m（3ft9.5in）
- 直径：0.318m（12.5in）
- 発射重量：510kg（1,125lb）
- 機関：なし（テレビカメラと制御装置を駆動させるためのエア・タービン発電機を搭載していた）
- 速度：亜音速
- 射程：30km（16nm）
- 弾頭：線形成形炸薬弾頭 374kg（825lb）

### ウォールアイ II

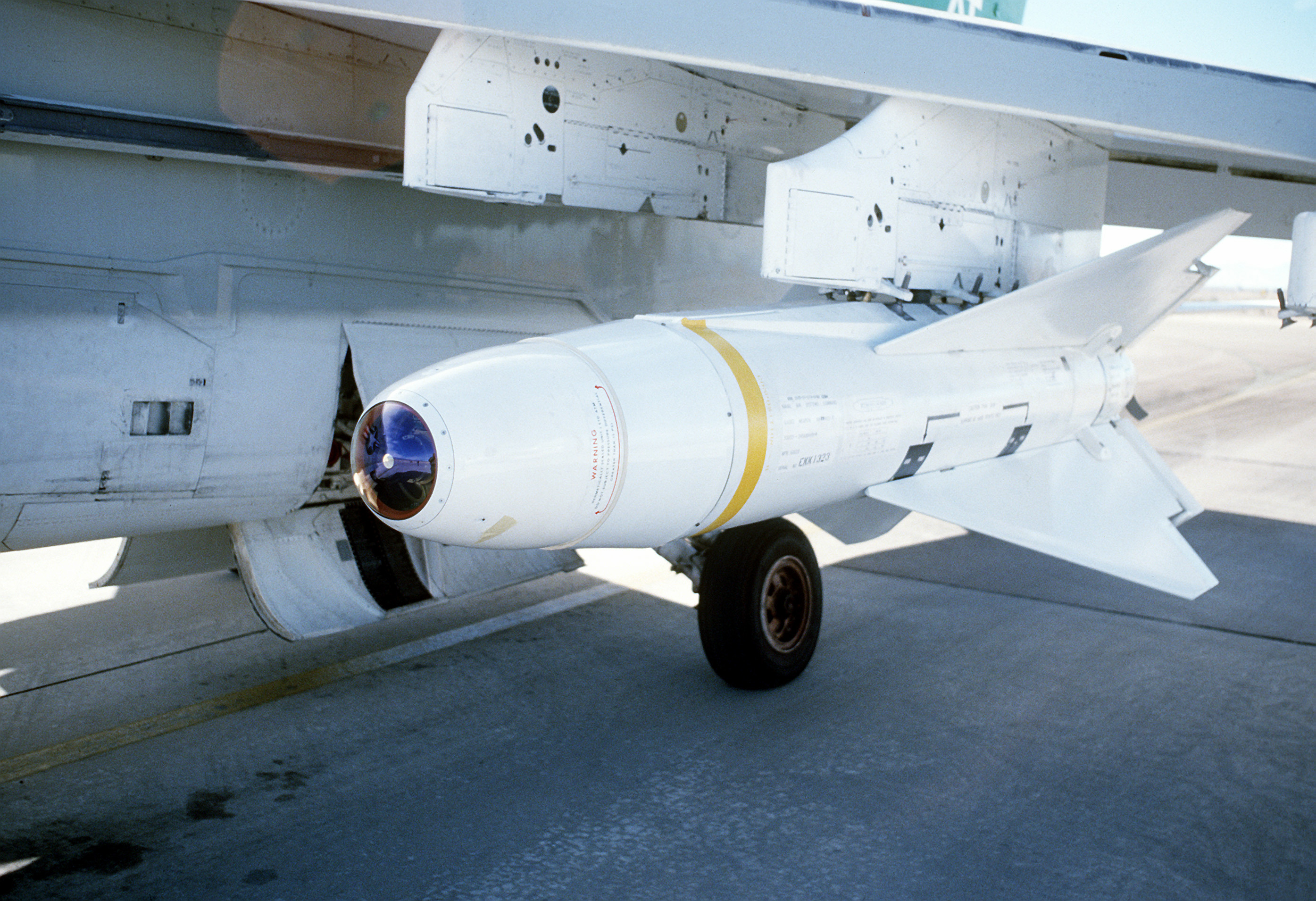
ホワイトサンズ・ミサイル試射場博物館にあるA-7とAGM-62

ウォールアイ IIは、より大規模な目標または頑強な目標を破壊するために900kg（2,000lb）のMK 87線形成形炸薬弾頭を搭載したものであり、最初のものはMk.5と呼ばれた。MK 5は1973年に作戦運用評価が実施され、1974年1月にアメリカ海軍で運用が開始された。Mk.6は、AIM-26B ファルコンに搭載されていたW54核弾頭をリファインしたW72核弾頭を搭載していたが、W72核弾頭は1979年に取り外されている。
諸元（Mk.5 Mod.4）
- 全長：4.04m（13ft3in）
- 翼幅：1.30m（4ft3in）
- 直径：0.457m（1ft2in）
- 発射重量：1,060kg（2,340lb）
- 機関：なし（テレビカメラと制御装置を駆動させるためのエア・タービン発電機を搭載していた）
- 速度：亜音速
- 射程：45km（24nm）
- 弾頭：
  - 線形成形炸薬弾頭 900kg（2,000lb）
  - W72核弾頭（核出力：0.625kt）（Mk.6 Mod.0）

### ウォールアイ I/II ERDL
ウォールアイ I/II ERDLは、それまでのウォールアイに双方向データ・リンク機能を備えたものである。最初のERDLのウォールアイ I がMk.21、ウォールアイ II がMk.23と呼ばれた。ERDLの訓練弾はMk.27であり、Mod.0,1,2がウォールアイ I型、Mod.3,4,5がウォールアイ II型であった。
それまでのウォールアイは、テレビ誘導という誘導方法の性質上、雲などで視界を妨げられて目標をカメラに捉えることができない場合、また、夜間で目標が闇に紛れていて目標以外のものと区別がつかない場合、目標をロックできないという欠点があった。雲による視界不良を避けるためには高度を下げて雲の下に出る必要があったが、ウォールアイの射程は滑空爆弾であるがゆえに航空機の高度に左右されるため、高度を下げると目標への接近を余儀なくされる。つまり、高度を下げるということはすなわち航空機が敵防空網の危険にさらされることを意味する。このため、ウォールアイは昼間の好天条件下でしかその真価を発揮することができなかった。
ウォールアイのデータ・リンクは、この問題を解決するために考案されたものであり、目標が見えていなくても、ロックオンしていなくても高高度から長射程で投弾可能である。投弾後に滑空中のウォールアイのカメラが捕らえた目標をデータ・リンクで転送し、それをパイロットがモニターする。目標が見えたときにロックし、同様にデータ・リンクでウォールアイに目標を指示するというものである。原理はかなり違うが、今で言うLOAL（発射後ロックオン）のはしりである。航空機側のデータ・リンクにはAN/AWW-9データ・リンク・ポッドを用いる（後にAN/AWW-13となる）。ただ、データ・リンク・ポッドの数には限りがあったため、すべての攻撃機が装備するというわけにはいかず、編隊のうちの1機だけがポッドを装備し、ほかの航空機が投弾したウォールアイとリンクして誘導することもよくあった。

### ウォールアイ I/II ERDL/DPSK
ウォールアイ I/II ERDL/DPSKは、データ・リンク装置を改善したものである。最初のウォールアイ I ERDL/DPSKがMk.29、ウォールアイ II ERDL/DPSKがMk.30と呼ばれた。DPSKはデジタル・フェイズ・シフト・キーイング（Digital Phase-Shift Keying）の略であるが詳細は不明である。おそらく電波障害や妨害電波に対する抵抗力を持たせるためのものと考えられている。また、データ・リンクを装備しているF/A-18のためにMk.38という特別な訓練弾も作られた。